# Adrià Collado
Pour les articles homonymes, voir Collado.
Adrià Collado né le 3 août 1972 à Barcelone (Espagne), est un acteur espagnol et un ancien homme d'affaires.

## Biographie
Adrià a été diplômé en géographie, histoire et en anthropologie à l'Université autonome de Barcelone, où ses collègues l'ont encouragé à devenir acteur, un métier qui pourrait lui ôter sa timidité. Ses premiers pas au théâtre ont été difficiles, car dans son premier rôle il avait interprété l'assassin d'un enfant.
Il commença ensuite à jouer dans des séries télévisées telles que Oh, Espanya, qui lui a ouvert une voie vers le cinéma. 
Son premier grand rôle a été dans le film Mensaka en 1997, dans lequel il joue un grand musicien nommé Fran. Il enchaînera avec un petit rôle dans un film français, Pourquoi pas moi ? (1999) de Stéphane Giusti.
En 2006, il a interprété Mario dans le film d'horreur À louer. Il rejoint la série télévisée Questions de sexe, produite par Telecinco en 2007.

## Filmographie
- 1994 : El porqué de las cosas de Ventura Pons
- 1995 : Evita d'Alan Parker
- 1995 : Pareja de tres
- 1998 : Mensaka, páginas de una historia de Salvador García Ruíz
- 1998 : Atómica d'Alfonso Albacete et David Menkes
- 1999 : Sobreviviré d'Alfonso Albacete et David Menkes
- 1999 : El corazón del guerrero de Daniel Monzón
- 1999 : ¿Entiendes?
- 1999 : Pourquoi pas moi? de Stéphane Giusti
- 2000 : El arte de morir d'Álvaro Fernández Armero
- 2001 : Buñuel y la mesa del rey Salomón de Carlos Saura
- 2002 : El sueño de Ibiza
- 2002 : Fumata blanca de Miquel Borda
- 2002 : Bloody Mallory de Julien Magnat (le père Carras)
- 2003 : Cámara oscura de Pau Freixas
- 2004 : La mirada violeta
- 2005 : Aislados de David Marqués
- 2006 : Km 31 de Rigoberto Castañeda
- 2006 : El síndrome de Svenson de Kepa Sojo
- 2006 : Está en el aire
- 2006 : Proyecto Dos
- 2006 : Para entrar a vivir
- 2010 : Desechos de David Marqués
- 2010 : Viaje Mágico a África de Jordi Llompart
- 2021 : Plus on est de fous de Paco Caballero : Sergio

Courts métrages
- 1995 : Estocolmo
- 1998 : Viaje a la luna
- 1999 : Ya pronto hará frío
- 2003 : Comarcal 130
- 2005 : Elisa Guzmán

Films et téléfilms
- 1992 : Oh Espanya
- 1993 : La saga de los Clark
- 1994 : Estació D´enllaç
- 1994 : Poblenou
- 1997 : Un amor claroscuro
- 1997 : El joc de Viure
- 1998 : Hermanas
- 1999 : Andorra, entre el torb y la gestapo
- 2000 : Des del Balcó
- 2006 : Aquí no hay quien viva
- 2005 : Proyecto Casandra
- 2006 : À louer
- 2007 : La que se avecina (série)
- 2008 : La que se avecina (série)
- 2009 : Questions de sexe
- 2010 - 2011 : Gavilanes ; Álvaro Cuesta (série)

## Théâtre
- Salvats
- Édouard II